# Robbenjagd in Kanada

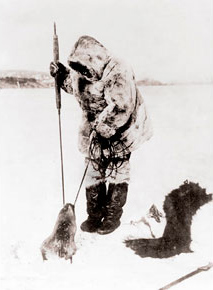
Ein Seerobbenjäger mit einer Harpune

Die Robbenjagd in Kanada ist die weltweit größte Jagdaktion gegen die Sattelrobbe.

## Geschichte

### 1970er-Jahre
Bis 1971 wurde die Robbenjagd vor der kanadischen Ostküste größtenteils nicht kontrolliert. Die jährlichen Fangzahlen für Sattelrobben lagen oft weit über 300.000 Tieren. Mehr als 80 % der getöteten Robben waren „Whitecoats“, Jungtiere mit weißem Fell.
In dieser Zeit schätzten Wissenschaftler, dass die Sattelrobbenbestände um zwei Drittel zurückgegangen waren. Schließlich wurde eine Fangquote eingeführt, um die Anzahl der getöteten Tiere zu begrenzen.
Zu dieser Zeit waren die Bilder von neugeborenen Whitecoats, die neben ihren Muttertieren gehäutet wurden, ins öffentliche Bewusstsein gedrungen und lösten eine Protestwelle gegen die Jagd aus.

### 1980er-Jahre

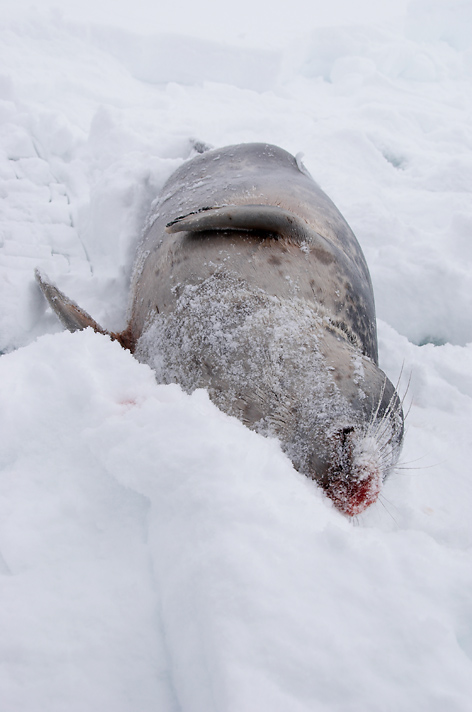
Tote Seerobbe

Den größten Erfolg im Kampf für den Schutz von Sattelrobben erreichte der IFAW 1983, als die Europäische Union ein zunächst vorläufiges Importverbot für die Felle von Sattelrobbenjungtieren („Whitecoats“) und Klappmützenjungtieren („Bluebacks“) verhängte. Das Verbot wurde 1985 verlängert und besteht seit 1989 unbefristet.
Wegen des europäischen Einfuhrverbots und der weltweit rückläufigen Nachfrage nach Robbenprodukten wurden in den folgenden 15 Jahren bedeutend weniger Robben getötet. Während dieser Zeit wurden circa. 60.000 Sattelrobben pro Jahr getötet und die Population konnte sich wieder erholen.

### 1990er-Jahre
1995 erhöhte der kanadische Fischereiminister die Fangquote für Sattelrobben mit der Begründung, dass die Robben für den stark dezimierten Kabeljaubestand verantwortlich seien. Um diese Entscheidung zu unterstreichen, kündigte der Minister außerdem ein neues Subventionsprogramm für Robbenjäger an. Die Provinzregierungen in Neufundland und Labrador begannen, Robbenfleisch zu subventionieren.
Ab 1996 stieg die jährliche Quote für die Sattelrobben-Jagd an.

### 2000er-Jahre
2003 führte die kanadische Regierung eine Drei-Jahres-Quote von insgesamt 975.000 Sattelrobben ein. Der kanadische Regierungsplan für die Jahre 2003–2005 sah vor, dass während der ersten zwei Jahre nicht mehr als jeweils 350.000 Tiere und im dritten Jahr nicht über 275.000 erlegt werden. Tatsächlich wurden im 2004 dann 365.971 Robben erlegt, 2003 waren es 289.512. Für 2005 hatte die kanadische Regierung eine Jagdquote von 319.500 Tieren freigegeben, es wurden jedoch 350.000 Tiere erlegt.
2008 wurde von EU-Umweltkommissar Stavros Dimas ein generelles Import- und Handelsverbot für Produkte, die aus Robben hergestellt werden, für die EU erlassen. In der Folge brach der Handel mit diesen Produkten statistisch ein. Im Jahr 2010 wurden 330.000 Robben, 2011 dagegen bereits 400.000 Tiere freigegeben.
Hauptsächlich werden Jungtiere getötet.
Die Robbenjagd ist ein schrumpfender Industriezweig. Der Exportwert von Robbenprodukten ist laut dem International Fund for Animal Welfare von 18 Millionen kanadischen Dollar im Jahr 2006 auf 317 Tausend kanadische Dollar im Jahr 2015 gesunken. 2014 gab es dem Fischereiministerium zufolge 1.318 aktive Robbenjäger (2006 noch ca. 5600), von denen jeder durchschnittlich 1.523 kanadische Dollar (vor Abzug der Kosten) durch die Robbenjagd verdiente. Greenpeace berichtet sogar von weniger als 400 Robbenjägern im Jahr 2014.